# Aeromarine 50
Aeromarine 50 – amerykańska łódź latająca zaprojektowana i zbudowana w Aeromarine Plane and Motor Company w 1919 jako cywilna wersja Aeromarine 40. Samolot budowany był w kilku, bardzo podobnych wersjach.

## Historia
Samolot powstał jako cywilna wersja samolotu szkolnego Aeromarine 40 zbudowanego dla United States Navy. Od jego wojskowego odpowiednika samolot różnił się jedynie wyposażeniem, wykończeniem kabin i rozmieszeniem kokpitu oraz kabiny dla pasażerów. Samolot był zaprojektowany w kilku wersjach 50, 52 i 55 Limousine Flying Boat. Według współczesnego źródła, modele 50 i 50C zostały oblatane w 1919 i miały otwarty kokpit i kabinę pasażerów, model 52 powstał w 1921, a model 55 w 1922 – obydwa ostatnie modele miały zamknięte kabiny. Źródło nie podaje, czym różniły się poszczególne wersje samolotów.
Według współczesnego mu źródła, model Aeromarine 50 B-2 z zamkniętym kokpitem i kabiną załogi dostępny był już w 1920. Opisano także model samolotu, bez podana nazwy czy oznaczenia, z otwartymi kabinami.
Niezależnie od ich wersji, w ówczesnych opisach prasowych samoloty zostały określone jako „luksusowe” – kabiny były ukończone skórą w niebieskim kolorze i mahoniem.
Prawdopodobnie zbudowano jedynie około czterech lub pięciu egzemplarzy.
Przynajmniej jeden samolot tego typu został zakupiony przez linię lotniczą Aero Ltd. W 1919 latał na 100-milowej trasie pomiędzy Nowym Jorkiem a Atlantic City – oficjalnie jako samolot pasażerski, ale bardziej prawdopodobnie na jego pokładzie przemycano alkohol po wprowadzeniu prohibicji.